# Daniela Scarlatti
Daniela Scarlatti (Merano, 28 luglio 1966) è un'attrice italiana.

## Biografia
Dal 1999 alla fine del 2000, ha interpretato il personaggio della madre single Silvana Canale nella soap opera di Canale 5, Vivere.
Tra gli altri lavori figurano i film Caccia alle mosche (1993) e Mai + come prima (2005), e le fiction televisive Mozart è un assassino (1999), Il maresciallo Rocca 3 (2001), Una vita in regalo (2003), Raccontami e Un posto al sole d'estate.
Nel 2008 è tra i protagonisti della serie televisiva di Rai 2, Terapia d'urgenza nel ruolo della caposala Giulia Graziosi.

## Filmografia

### Cinema
- Rosso di sera, regia di Beppe Cino (1989)
- Caccia alle mosche, regia di Angelo Longoni (1993)
- Incontri di primavera, regia di Anna Brasi (2002)
- Per sempre, regia di Alessandro Di Robilant (2003)
- Mai + come prima, regia di Giacomo Campiotti (2005)
- Controra - House of Shadows, regia di Rossella De Venuto (2013)
- Cento cuori, regia di Paolo Damosso (2023)

### Televisione
- Il vizio di vivere, regia di Dino Risi – film TV (1988)
- Squadra mobile scomparsi – serie TV, episodio Promesse (1999)
- Vivere – soap opera (1999-2000)
- Il maresciallo Rocca 3 – serie TV (2001)
- Mozart è un assassino, regia di Sergio Martino – film TV (2002)
- Carabinieri – serie TV, episodi 2x10-2x11 (2003)
- La squadra 4 – serie TV (2003)
- Una vita in regalo, regia di Tiziana Aristarco – miniserie TV (2003)
- Raccontami – serie TV (2006)
- Don Matteo 5 – serie TV (2006)
- Un posto al sole – soap opera (2006)
- Un posto al sole d'estate – soap opera (2006)
- Terapia d'urgenza – serie TV (2008-2009)
- Distretto di polizia – serie TV, episodio 10x24 (2010)
- Provaci ancora prof 4 – serie TV (2012)
- Nero Wolfe – serie TV (2012)
- Rosso San Valentino, regia di Fabrizio Costa – miniserie TV (2013)
- Un matrimonio, regia di Pupi Avati – miniserie TV (2013)
- Purché finisca bene - Una coppia modello, regia di Fabrizio Costa – film TV (2014)
- Un passo dal cielo 3 – serie TV (2015)
- La porta rossa – serie TV (2017-2019)
- Passio Christi, regia di Michele Placido – web film (2021)
- Doc - Nelle tue mani 2 – serie TV (2022)
- Signora Volpe - serie TV, episodio 1x01 (2022)
- Folle d'amore - Alda Merini, regia di Roberto Faenza – film TV (2024)
- Studio Battaglia – serie TV, episodi 2x03-2x04-2x06 (2024)
- Kostas – serie TV, episodi 1x06-1x07-1x08 (2024)

### Cortometraggi
- La beffa, regia di Riccardo Acerbi
- Teneramente, regia di Pier Luigi Verga
- Novembre, regia di Roberto Scarpetti (2007)

## Teatro
- Parole d'amore dal '200 al 2000 di Cesare Bocci e Daniela Scarlatti
- Giorni scontati di Antonella Fattori e Daniela Scarlatti
- Tornerò prima di mezzanotte di Peter Colley, diretto da Gianluca Ramazzotti
- Dal 2000 si dedica a recital di poesie sperimentando le commistioni tra parola e musica, con strumenti sempre diversi come il sax, il quartetto d'archi, il pianoforte o la fisarmonica e chitarra.
- È stata voce recitante ne La famosa invasione degli orsi in Sicilia, musica di M. Biscarini

## Riconoscimenti
- 2 Telegatti per Vivere (2000) e (2001)